# Whatever and Ever Amen
Whatever and Ever Amen es el segundo álbum de estudio del trío estadounidense de rock alternativo Ben Folds Five, publicado en 1997. Se lanzaron cinco sencillos del álbum, incluido «Battle of Who Could Care Less», que recibió una importante difusión en la radio alternativa y en MTV, y alcanzó el puesto #26 en la lista de sencillos del Reino Unido y el #22 en la lista Billboard Modern Rock Tracks, y el mayor éxito de la banda, «Brick», la cual alcanzó el Top 40 en numerosos países.
Se puso a disposición una remasterización el 22 de marzo de 2005. Todas las canciones adicionales se habían publicado previamente (como lados B, bandas sonoras o contribuciones), con la excepción de una versión de «Video Killed the Radio Star», canción interpretada por The Buggles.

## Grabación
El álbum fue grabado en la sala de estar de una casa en Chapel Hill, Carolina del Norte. Folds dijo: “No puedes buscar la perfección en una casa. El cometa espiritual de la canción aparece de vez en cuando y muchas cosas técnicas van a salir mal cuando eso suceda. Nuestro productor, Caleb, es muy bueno sabiendo cuando el fantasma atravesó la casa. La gente no compra discos por la precisión”. Siendo el primer lanzamiento de su nuevo sello, Epic, Folds dijo que la compañía discográfica no pudo escuchar la grabación hasta que estuvo terminada, y dijo que “sabían en lo que se estaban metiendo”.

## Título y diseño de portada
Mientras grababa el álbum, Folds le dijo a Sheffield Electronic Press en noviembre de 1996 que el álbum probablemente se titularía Cigarette o The Little Girl with Teeth. El título Whatever and Ever Amen proviene de una línea de la canción «Battle of Who Could Care Less».
La portada original del álbum presentaba fotos individuales de Folds, Sledge y Jessee, junto con un logotipo de Ben Folds Five y el título del álbum dibujados a mano. La portada de la versión remasterizada de 2005 movió el título del álbum de la esquina superior izquierda al centro y agregó una cuarta foto de los tres compañeros de banda sentados juntos.

## Recepción de la crítica
Ryan Schreiber, escribiendo para Pitchfork, le dio una calificación de 7.6/10 y comentó que “es bastante decente, aunque aquí hay una cantidad abrumadora de baladas mediocres y solo unas pocas buenas. Afortunadamente, las melodías alegres ocasionales son tan impresionantes como siempre. Si Folds pudiera apegarse a sus tiempos más felices, yo también sería más feliz”. El sitio web Punk News le otorgó una calificación perfecta de 5 estrellas y escribió: “Whatever and Ever Amen es imprescindible para los fanáticos del piano rock, las letras ingeniosas y las canciones pegadizas en general.”. El añadió que “a partir de canciones llenas de rabia, remordimiento, despecho y curiosidades flagrantes sobre el amor y las relaciones, este álbum me abrió los ojos a la brillantez de Ben Folds. Cada canción tiene algo diferente que decir”.
Thom Owens, escribiendo para AllMusic, dijo: “Aunque no es tan consistentemente melodioso e inteligente como su primer disco, Whatever and Ever Amen tiene un sentido elegante de popcraft”, y añadió que el álbum “es la confirmación de que los llamativos placeres pop de su primer registro no fueron casualidad”. Natalie Nichols de Los Angeles Times comentó que “las melodías de pop alternativo impulsadas por el piano del compositor Ben Folds recuerdan los momentos más brillantes de Burt Bacharach, Elton John, Todd Rundgren y otros gigantes del pop de los años 1970”.
En una reseña para Entertainment Weekly, Chris Willman escribió: “Su verdadero genio del pop alternativo emerge en hermosos himnos que desafían la apatía para los enamorados como «Battle of Who Could Care Less» y «Selfless, Cold and Composed» [...], Whatever and Ever Amen tiene todo lo que querrías de un álbum de rock en este momento, excepto un pedal wah-wah”. Colin Weston de Drowned in Sound comentó: “«Missing The War» es mi canción favorita del álbum. La voz de Ben Folds es tan suave como una brisa de verano y los suspiros de acompañamiento del bajista Robert Sledge y el baterista Darren Jessee son simplemente magníficos”.

## Lista de canciones
Todas las canciones escritas y compuestas por Ben Folds, excepto donde esta anotado. 
| Lista de canciones de Whatever and Ever Amen |                                        |                           |          |  |
| N.º                                          | Título                                 | Escritor(es)              | Duración |  |
| 1.                                           | «One Angry Dwarf and 200 Solemn Faces» |                           | 3:52     |  |
| 2.                                           | «Fair»                                 |                           | 5:55     |  |
| 3.                                           | «Brick»                                | Folds Darren Jessee       | 4:31     |  |
| 4.                                           | «Song for the Dumped»                  | Folds Jessee              | 3:39     |  |
| 5.                                           | «Selfless, Cold, and Composed»         |                           | 6:09     |  |
| 6.                                           | «Kate»                                 | Folds Jessee Anna Goodman | 3:13     |  |
| 7.                                           | «Smoke»                                | Folds Goodman             | 4:52     |  |
| 8.                                           | «Cigarette»                            |                           | 1:37     |  |
| 9.                                           | «Steven's Last Night in Town»          |                           | 3:27     |  |
| 10.                                          | «Battle of Who Could Care Less»        |                           | 3:15     |  |
| 11.                                          | «Missing the War»                      |                           | 4:18     |  |
| 12.                                          | «Evaporated»                           |                           | 4:25     |  |

| Bonus tracks (2005 Epic Records reissue) |                                                         |                                        |          |  |
| N.º                                      | Título                                                  | Escritor(es)                           | Duración |  |
| 13.                                      | «Video Killed the Radio Star»                           | Geoff Downes Trevor Horn Bruce Woolley | 3:41     |  |
| 14.                                      | «For All the Pretty People» (B-side version)            | Robert Sledge                          | 3:22     |  |
| 15.                                      | «Mitchell Lane» (B-side version)                        | Folds Jessee                           | 3:40     |  |
| 16.                                      | «Theme from Dr. Pyser» (Brendan O'Brien Studio version) |                                        | 3:13     |  |
| 17.                                      | «Air»                                                   | Folds Jessee Sledge                    | 3:20     |  |
| 18.                                      | «She Don't Use Jelly» (Lounge-A-Palooza version)        | Wayne Coyne                            | 4:11     |  |
| 19.                                      | «Song for the Dumped (金返せ)» (Japanese version)       | Folds Jessee                           | 5:03     |  |

## Créditos
Créditos adaptados desde el folleto que acompaña al CD.
Ben Folds Five
- Ben Folds – voz principal, piano, piano eléctrico, melódica
- Darren Jessee – batería, percusión, coros
- Robert Sledge – bajo eléctrico, contrabajo, coros

Músicos adicionales
- John Catchings – violonchelo (5, 12)
- Alicia Svigals – violín (9)
- Matt Darriau – clarinete (9)
- Frank London – trompeta (9)
- Caleb Southern – órgano Hammond (3)
- Norwood Cheek – sintetizadores (1)

Personal técnico
- Caleb Southern – productor, ingeniero de audio
- Ben Folds – productor, ingeniero de audio
- Andy Wallace – mezclas
- Howie Weinberg – masterización
- John Mark Painter – arreglos orquestales
- The Klezmatics – colaborador especial

Diseño
- Leigh Smiler – diseño de portada

## Posicionamiento

### Gráfica semanal
| Gráfica (1997–98)               | Pico de posición |
| ------------------------------- | ---------------- |
| Australia (ARIA Charts)         | 8                |
| Canadá (RPM Top Albums/CDs)     | 48               |
| Japón (Oricon Albums Chart)     | 6                |
| Escocia (Scottish Albums Chart) | 38               |
| Reino Unido (UK Albums Chart)   | 30               |
| Estados Unidos (Billboard 200)  | 42               |

### Gráficas de fin de año
| Gráfica (1997)              | Pico de posición |
| --------------------------- | ---------------- |
| Japón (Oricon Albums Chart) | 156              |

| Gráfica (1998)                 | Pico de posición |
| ------------------------------ | ---------------- |
| Australia (ARIA Charts)        | 48               |
| Estados Unidos (Billboard 200) | 138              |

## Certificaciones y ventas
| País                  | Certificación | Ventas    |
| --------------------- | ------------- | --------- |
| Australia (ARIA)      | Platino       | 70,000    |
| Canadá (Music Canada) | Oro           | 50,000    |
| Japón (RIAJ           | Platino       | 200,000   |
| Estados Unidos (RIAA) | Platino       | 1,000,000 |